# Rakija
Rakija, rakia, rachiu, rakı ali rakiya (/ˈrɑːkiə, ˈræ-, rəˈkiːə/), je zbirni izraz za sadne žgane pijače (ali sadno žganje), priljubljene na Balkanu. Vsebnost alkohola v rakiji je običajno 40 % ABV, vendar je doma pridelana rakija lahko močnejša (običajno 50–80 %).

## Etimologija
Sadne žgane pijače poznajo pod podobnimi imeni v mnogih jezikih Balkana: [rakija/ракија] Napaka: {{Jezik-xx}}: Non-latn text (pos $1)/Latn script subtag mismatch (pomoč); albansko rakia; grško ρακή, latinizirano: raki; bolgarsko ракия, latinizirano: rakia; makedonsko ракија, latinizirano: rakija; turško rakı; romunsko rachie/rachiu.

## Splošno
Rakijo proizvajajo iz fermentiranega in destiliranega sadja, običajno sliv in grozdja, pa tudi marelic, hrušk, češenj ali malin. Drugo sadje, vendar manj pogosto uporabljeno, so breskve, jabolka, fige, robide in kutine. Pogosti okusi so slivovka in țuică, pridelana iz sliv, kajsija, pridelana iz marelic, ali grozdova/lozova v Bolgariji, raki ruši v Albaniji in na Kosovu, lozovača/komovica na Hrvaškem, Severni Makedoniji, Črni gori, Srbiji, Bosni in Hercegovini vse pridelano iz grozdja. Ti so enaki Zivania na Cipru.
V Albaniji je rakija najpogosteje narejena iz grozdja v regijah z blagim podnebjem in iz sliv (in včasih iz murve, thanë (karneol) ali orehov) v območjih s hladnejšim podnebjem.
Slivovo in grozdno rakijo včasih po destilaciji zmešajo z drugimi sestavinami, kot so zelišča, med, višnje in orehi.
Običajno je rakija brezbarvna, razen če ji dodamo zelišča ali druge sestavine. Nekatere vrste rakij hranimo v lesenih sodih (hrastovih ali murvinih) za dodatno aromo in zlato barvo.
Tradicionalno se pije iz posebnih kozarčkov, ki držijo od 30 do 50 ml.
Grški ouzo (iz grozdja) in tsipouro (iz tropin), turški rakı (iz na soncu posušenega grozdja) in arak v regiji Libanon in Levant se razlikujejo od rakije, saj so redestilirani z nekaterimi zelišči (navadno janežem). Nekateri tsipouro v Grčiji se pripravijo brez janeža na enak način kot rakija iz tropin (ali žganje iz tropin). Boğma rakı v Turčiji (splošno ime domače rakije, ki se proizvaja doma in v vaseh) je podobno rakiji na Balkanu.

## Postrežba
V Severni Makedoniji jo pogosto postrežejo z neokrnjenim gorskim ovčjim sirom, različnimi solatami, kot je šopska solata, zeljna solata, solata iz jogurta in kumar, koreninske solate, olive, potopljene v oljčno olje, pa tudi kačkavalj z rumenim sirom in redkeje s svinjsko pečenko ali posušeno svinjsko meso.
V Bolgariji rakijo običajno postrežejo s šopsko solato, jogurtovo solato, vloženo zelenjavo (turšija) ali drugimi solatami, ki tvorijo prvo jed. Muškatova rakija je narejena iz muškatnega grozdja, medtem ko je način priprave džibrove rakije enak kot za italijansko žganje (grapa).
Poleti se rakija običajno postreže ledeno mrzla, pozimi pa kuhana (srbsko: кувана / kuvana ali грејана / grejana, bolgarsko: греяна (greyana), hrvaško: kuhana, rakija (v Srbiji imenovana tudi Šumadijski čaj). Rakijo segrevajo in sladkajo z medom ali sladkorjem, pogreto v velikih kotličkih, pogosto ponudijo obiskovalcem na različne veselice na prostem, predvsem pozimi. Podobno kot kuhano vino, saj se uporabljajo šibkejše rakije (ali močnejše, razredčene z vodo).

## Ritualna uporaba
Čeprav je vino bistveni del evharističnega obreda v vzhodni pravoslavni in rimskokatoliški cerkvi v regiji, je rakija našla uporabo v nekaterih verskih in sorodnih obredih po vsem Balkanu.
Ob koncu pravoslavnega pogreba, ob izhodu s pokopališča, obiskovalcem ponudijo pogačo in kozarec rakije. Pri pitju »za dušo« pokojnika se polije nekaj rakije po tleh z besedami »Bog naj ji/mu to prejme«, preden se popije preostanek.
Med poročnimi obredi ženinov oče obhodi vse mize in vsem gostom ponudi kozarec rakije ter nazdravi za srečo mladoporočencev. Na splošno se na Balkanu rakija ponudi gostom na domu kot znak dobrodošlice.
Uporablja se tudi kot zakramentalni element v bektaškem redu in obredih Alevi Jem, kjer se ne šteje za alkoholnega in se imenuje dem.

## Vrste
Obstaja veliko vrst rakije, odvisno od sadja, iz katerega je proizvedena:
| Sadje           | Bolgarija                                                                | Bosna in Hercegovina, Hrvaška, Črna Gora, Severna Makedonija, Srbija                                      | Grčija                                                                                      | Albanija in Kosovo |
| Osnovne vrste   | Osnovne vrste                                                            | Osnovne vrste                                                                                             | Osnovne vrste                                                                               | Osnovne vrste      |
| --------------- | ------------------------------------------------------------------------ | --- | ------------------------------------------------------------------------------------------- | ------------------ |
| sliva, češplja  | сливова (slivova) сливовица (slivovica)                                  | šljivovica, шљивовица, шливка, сливка                                                                     | Κουμπλόρακο (Ρακί κορόμηλου) / Raki koromilou                                               | Raki Kumbulle      |
| grozdje         | гроздова (grozdova) гроздовица (grozdovitsa) мускатова (muskatova)       | лозова (lozova), lozovača/loza, лозова ракија/лозовача/лоза                                               | Σταφυλόρακη (ρακί σταφυλής) / raki stafylis                                                 | Raki Rrushi        |
| grozdne tropine | джиброва (dzhibrova) джибровица (dzhibrovitsa) шльокавица (shlyokavitsa) | komovica, комова ракија/комовица                                                                          | Τσίπουρο-Τσικουδιά (ρακί στεμφύλων σταφυλής) / tsipouro-tsikoudia (raki stemfylon stafylis) | Raki Bërsi         |
| marelica        | кайсиева (kaysieva)                                                      | mareličarka, kajsijevača, кајсијевача                                                                     | Ρακί βερίκοκου / raki verikokou                                                             | Raki Kajsie        |
| breskev         | прасковена (praskovena)                                                  | rakija od breskve, ракија од брескве, breskavica                                                          | Ρακί ροδάκινου / raki rodakinou                                                             | Raki Pjeshke       |
| hruška          | крушoва (krushova)                                                       | kruškovača/vilijamovka, крушковача/виљамовка, крушка                                                      | Ρακί αχλαδιού / raki achladiou                                                              | Raki Dardhe        |
| jabolko         | ябълкова (yabalkova)                                                     | jabukovača, јабуковача                                                                                    | Ρακί μήλου / raki milou                                                                     | Raki Molle         |
| murva           | черничева (chernicheva) црница (tsrnitsa)                                | dudova rakija/dudovača/dudara, дудова ракија/дудовача/дудара                                              | Ρακί απο σκάμνια, ρακί μούρων / raki apo skamnia, raki mouron                               | Raki Mëni          |
| kutina          | дюлева (dyuleva)                                                         | dunjevača, дуњевача                                                                                       | Ρακί κυδωνιού / raki kydoniou                                                               | Raki Ftoji         |
| figa            | смокинова (smokinova)                                                    | smokovača, смоквача                                                                                       | Συκόρακη, Ρακί σύκου / Sykoraki, Raki sykou                                                 | Raki fiku          |
| češnja          | черешова (chereshova)                                                    | trešnjevača                                                                                               | Ρακί κερασιού / raki kerasiou                                                               | Raki qershie       |
| mešano sadje    | плодова (plodova)                                                        | — | Ρακί φρούτων / raki frouton                                                                 | —                  |
| višnja          | вишновка (vishnovka)                                                     | višnjevac/višnjevača, вишњевача                                                                           | Βυσνόρακι, Ρακί βύσσινου / Visnoraki, raki vyssinou                                         | Raki Vishnje       |
| Z dodatki       |                                                                          | |                                                                                             |                    |
| vrtnica         | гюлова (gyulova)                                                         | ružica | —                                                                                           | —                  |
| zelišča         | билкова (bilkova)                                                        | travarica, траварица/trava                                                                                | —                                                                                           | —                  |
| borovnica       | —                                                                        | borovnička, боровничка                                                                                    | —                                                                                           | Raki Boronice      |
| brin            |                                                                          | klekovača, клековача                                                                                      | —                                                                                           | Raki Dëllinje      |
| med             | медена (medena)                                                          | medenica, medovača, medica, medenjača, zamedljana (zelo priljubljena v Istri, медовача/medovača, medovice | Ρακόμελο / rakomelo                                                                         | Raki e Pjekur      |
| janež           | анасонлийка (anasonliyka)                                                | mastika, мастика                                                                                          | Τσίπουρο με γλυκάνισο / tsipouro me glykaniso                                               | —                  |

1.^ Kom ali komina je sadna grozdna kaša, ki ostane po pridelavi vina. Vsebuje do 5,5 litra čistega alkohola na 100 kg in najmanj 40 % suhe snovi.
2.^ Ne zamenjujte je z medico, ki je narejena izključno iz medu.